# Gurbanguly Berdimuhamedow
Gurbanguly Mälikgulyýewiç Berdimuhamedow (Babarab, 1957. június 29. –) Türkmenisztán elnöke 2006 és 2022 között. Saparmyrat Nyýazow (a türkmenbasi) hivatali ideje alatt miniszterelnök-helyettes volt.

## Életrajza
Berdimuhamedow egy hatgyermekes család egyedüli fiaként látta meg a napvilágot Közép-Türkmenisztánban. Édesapja Malikguly Berdimuhamedovich Berdimuhamedov, édesanyja Ogulabat Atayevna Kurrayeva. Apja rendőrezredes volt, később a belügyminisztériumban dolgozott. Nagyapja harcolt a második világháborúban, a Dnyeper környéki fronton. Erősen tartja magát ugyanakkor az a mendemonda, hogy Berdimuhamedow valódi apja valójában Saparmyrat Nyýazow lenne, mivel a két férfi feltűnően hasonlít egymásra.
Pályáját fogorvosként kezdte, majd ezt követően az Egészségügyi és Gyógyszeripari Minisztérium vezetője lett. A 2007. február 11-i választásokon a szavazatok 89,23%-ával elnökké választották.
Berdimuhamedow Babarabban született, ami ma Ahal tartomány Gökdepe megyéjében van. A Türkmén Állami Orvosi Intézetben szerezte meg doktori fokozatát, s ezt követően fogorvosként dolgozott. 1992-re az intézet fogorvostudományi részlegének oktatója lett.
1995-ben Saparmyrat Nyýazow ideje alatt Berdimuhamedow az Egészségügyi és Gyógyszeripari Minisztérium fogászati központjának a vezetője, majd 1997-ben a minisztérium feje, 2001-ben miniszterelnök-helyettes lett.
Egészségügyi miniszterként ő volt a felelős 2005-ben a fővároson, Aşgabaton kívüli összes kórház bezárásáért. E döntés miatt az egészségügyi ellátás színvonala Türkmenisztában lett a legrosszabb a volt Szovjetunió területén.
Nyýazow halálát követően őt nevezték ki a basi temetési szertartásának levezénylésére. A hír napvilágra kerülésével azonnal beindultak a találgatások, és az tűnt a legvalószínűbb forgatókönyvnek, hogy ő lesz az ország következő elnöke. A 2007. februári elnökválasztás eredménye végül megerősítette hivatalában. Az Európai Biztonsági és Együttműködési Szervezet szerint a választás szabadsága és tisztességessége megkérdőjelezhető volt, mégis előrelépésnek tekintette a helyzetet.
Berdimuhamedowot a Türkmén Állambiztonsági Tanács nevezte ki ideiglenes elnökké. A Tanács közleményben tudatta, hogy nem Ovezgeldy Atayevet, a türkmén törvényhozás házelnökét nevezi ki, akinek az alkotmány szerint következnie kellett volna, mivel a közlemény szerint büntetőeljárást maga után vonó vizsgálat van ellene folyamatban.

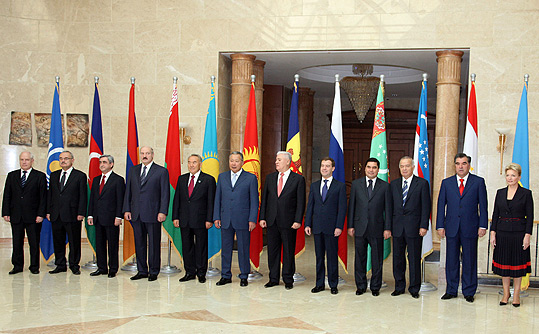
Független Államok Közösségének vezetői 2008-ban

Első rendeletével visszaállította a 10 osztályos kötelező iskolai oktatást. Az iskolákban kötelezővé tette a hagyományos türkmén népviselet viselését mint iskolai formaruháét.
Az iskolákból 2009 tavaszán eltávolították a Ruhnamát (A lélek könyvét) Saparmyrat Nyýazow (Türkménbasi) türkmén diktátor könyvét, helyére Gurbanguly Berdimuhamedow könyvei kerültek. A Ruhnama tanulmányozását nem tiltották be, de a ráfordítható időt heti egy órára korlátozták.
Berdimuhamedow elnöksége alatt született, 2019. januári rendelet értelmében a Türkmén Tudományos Akadémia állami támogatását megszüntetik, melyet fokozatosan, 3 év alatt hajtanak végre.

## Kitüntetései

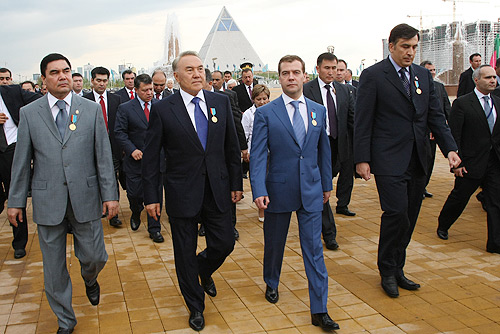
Gurbanguly Berdimuhamedow, Nurszultan Abisuli Nazarbajev, Dmitrij Medvegyev, Miheil Szaakasvili Asztanában

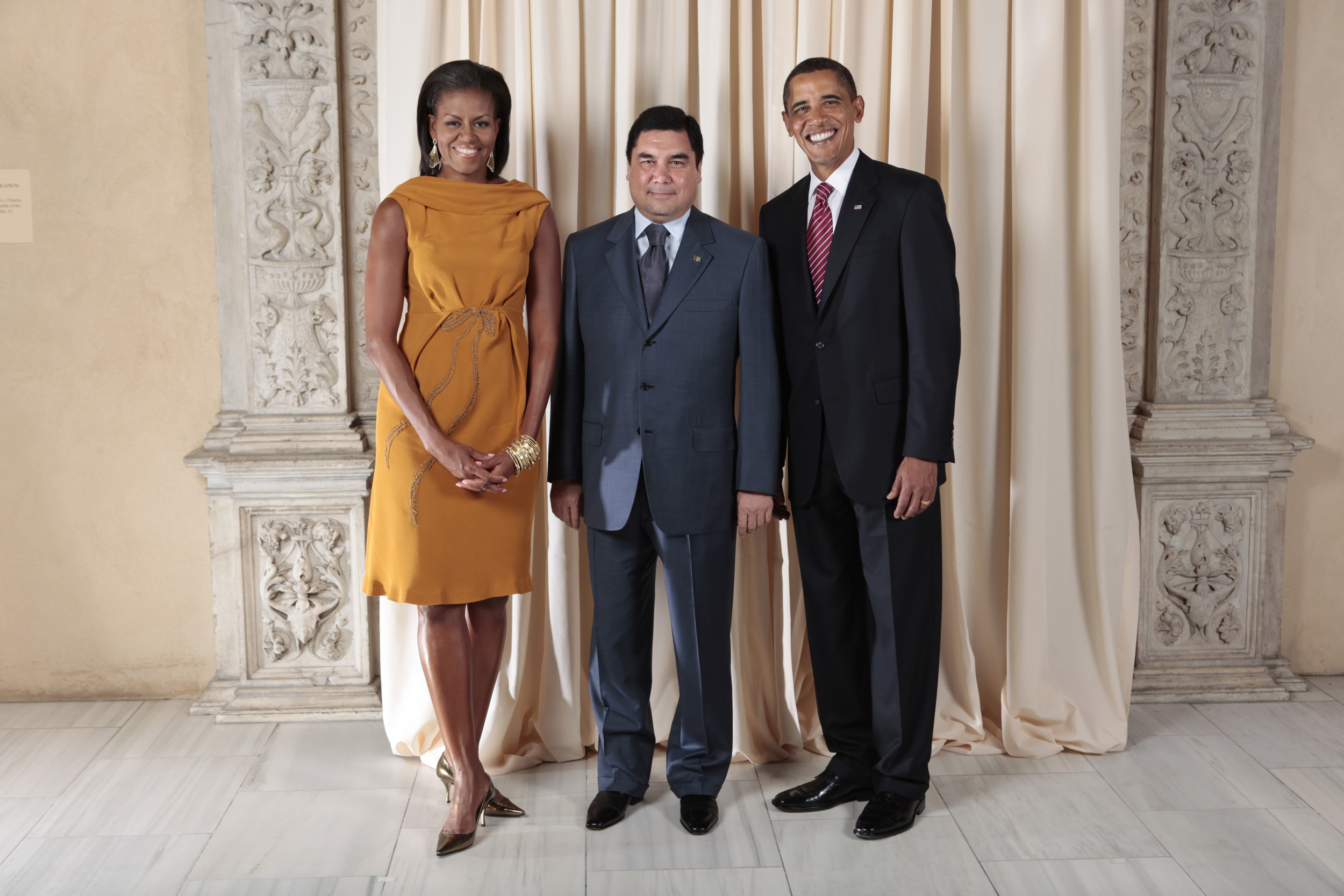
Gurbanguly Berdimuhammedov Barack és Michelle Obamával, 2009. szeptember 23.

- Zayed rend (Egyesült Arab Emírségek, 2007)
- „Kiemelkedő szolgálatokért érdemrend”  (Üzbegisztán, 2007)
- Az Ázsiai Országok Olimpiai Bizottságának érdemrendje (2009)
- Iszmoili Szamoni érdemrend első fokozata (Tádzsikisztán, 2010)
- "Asztana 10 éves" jubileumi érem  (Kazahsztán, 2008)
- Gaza Amannuli Kán érdemrend nagy-érme (Afganisztán) (2008)
- A UNESCO Avicenna aranyérme (2009)
- Isza Bin Szalman Al-Kalifa Sejk érdemrend első fokozata (Bahrein, 2011)
- Szentpétervárért kitüntető jelvény Oroszország
- A Szerb Köztársasági Érdemrend (Szerbia, 2013)
- Sejk al-Islam érdemrend (Azerbajdzsán, 2013)